# Міньйо
Міньйо (гал. Miño, ісп. Miño) — муніципалітет в Іспанії, у складі автономної спільноти Галісія, у провінції Ла-Корунья. Населення — 5488 осіб (2009).
Муніципалітет розташований на відстані близько 496 км на північний захід від Мадрида, 14 км на схід від Ла-Коруньї.
Муніципалітет складається з таких паррокій: Санто-Томе-де-Бемантес, Сан-Хуан-де-Кальйобре, Сан-Хуліан-де-Карантонья, Санта-Марія-де-Кастро, Лейро, Санта-Марія-де-Міньйо, Сан-Педро-де-Пербес, Сан-Хуан-де-Вільянуева.

## Демографія
Динаміка населення (INE ):

## Галерея зображень

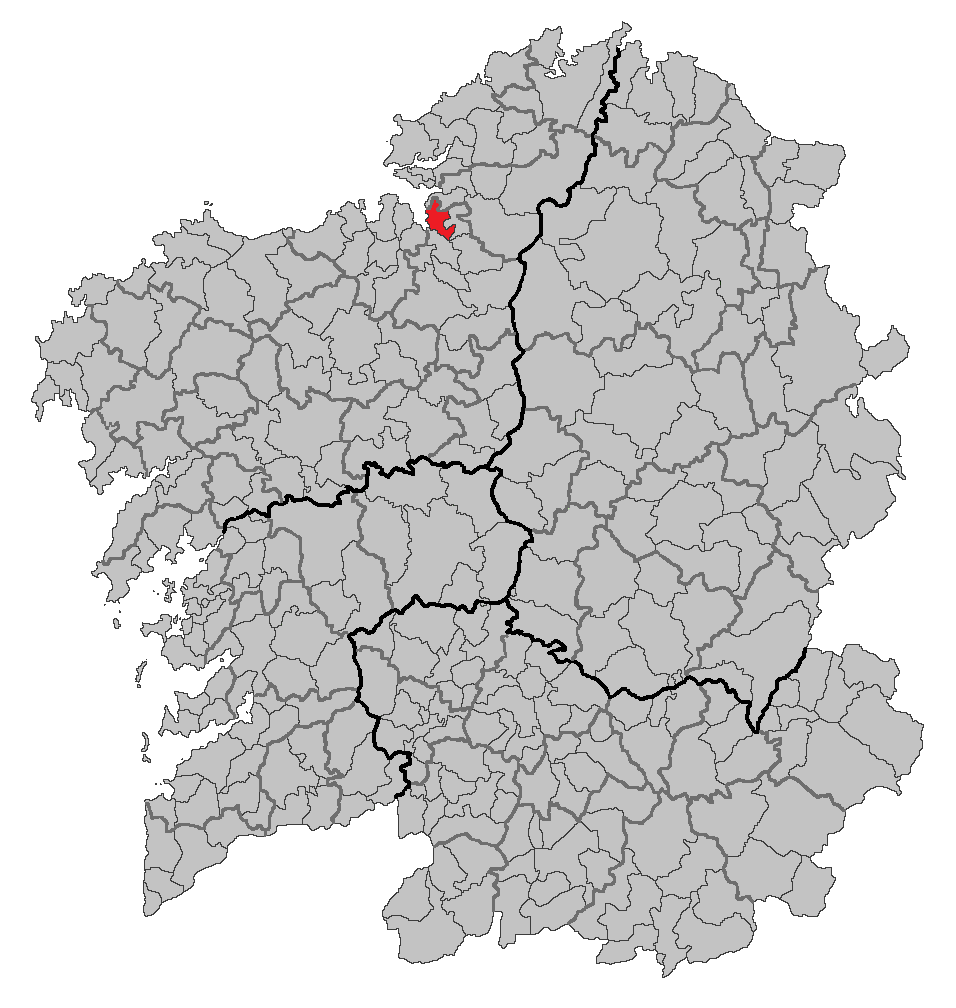
Розташування муніципалітету